# Vườn quốc gia Bendidee
Vườn quốc gia Bendidee là một vườn quốc gia ở Queensland, Úc.
Bendidee là một vườn quốc gia phía đông bắc Goondiwindi thuộc vùng Darling Downs của Queensland, Úc, cách Brisbane Brisbane 264 km về phía tây. Công viên là một phần của khu vực sinh học Brigalow Belt South và nằm trong khu vực có lưu vực nước của sông Macintyre và Weir. Vườn quốc gia được thành lập để bảo tồn một khu vực còn lại của các quần thể thực vật hoang dã-belah. Rừng bang Bendidee nằm sát với vườn quốc gia về phía bắc
Tổng cộng có 5 loài quý hiếm đã bị phát hiện trong công viên. 30 loài lưỡng cư và bò sát cũng như hơn 89 động vật không xương sống đã được tìm thấy tại Bendidee, bao gồm cả loài bướm sồi nguy cấp. Vườn quốc gia này cung cấp các hoạt động đi bộ, ngắm chim.